# Moontrap – Angriffsziel Erde
Moontrap – Angriffsziel Erde (Originaltitel: Moontrap: Target Earth) ist ein US-amerikanischer Science-Fiction-Film des Regisseurs Robert Dyke aus dem Jahr 2017. Der Film erschien direkt auf DVD und ist die Fortsetzung zu Moontrap aus dem Jahr 1989.

## Handlung
In einem Steinbruch wird ein metallisches Objekt entdeckt, das seit 14.000 Jahren dort versteckt war. Der Unternehmer Richard Kontral heuert die Wissenschaftler Sharon Turner und Daniel Allen an, die herausfinden, dass es sich um ein Raumschiff von Außerirdischen handelt, das noch immer in Betrieb zu sein scheint. Sharon wird von Visionen einer Unbekannten heimgesucht, die sie leiten. Zusammen mit Richard löst sie einen Mechanismus aus, der einen Roboter an Bord des Raumschiffes in Betrieb nimmt. Der Roboter bringt die beiden ins Schiffsinnere und fliegt mit ihnen zum Mond. Dort werden sie von einem weiteren Roboter angegriffen. Während Richard mit dem Raumschiff zurück zu Erde flieht, kann Sharon den Roboter zerstören und löst auf der Mondoberfläche einen Vorgang aus, der den Mond mit einer Atmosphäre umgibt. Im Inneren der Anlage findet sie einen außerirdischen Humanoiden und verbindet sich mit ihm. Der Film endet damit, dass auf der Mondoberfläche erste Pflanzen sprießen.

## Rezeption
Auf IMDb erreicht der Film in der Bewertung 3,9 von 10 Sternen.
Auf Moviepilot erhielt der Film 2 von 10 Punkten und wird von 27 Nutzer im Schnitt mit Ärgerlich bewertet.
Das Lexikon des internationalen Films urteilt: „Der Science-Fiction-Trashfilm in den Fußstapfen des Originals Moontrap (1988) scheitert sowohl an mangelnder Kompetenz als auch fehlenden finanziellen Mitteln.“